# U-29 (1936)
| U-29                                                                                     | U-29 | U-29 |
| ---------------------------------------------------------------------------------------- | --- | --- |
|                                                                                          | | |
|                                                                                          | | |
| Зображення підводного човна U-33, аналогічного з U-29 типу                               | | |
| Під прапором                                                                             | Третій Рейх | Третій Рейх |
| Спуск на воду                                                                            | 29 серпня 1936 року                                                                                                | 29 серпня 1936 року                                                                                                |
| Виведений зі складу флоту                                                                | 16 листопада 1936 року                                                                                             | 16 листопада 1936 року                                                                                             |
| Сучасний статус                                                                          | 5 травня 1945 року затоплений                                                                                      | 5 травня 1945 року затоплений                                                                                      |
| Проєкт                                                                                   | | |
| Тип ПЧ                                                                                   | Торпедний ДПЧ | Торпедний ДПЧ |
| Головний конструктор                                                                     | AG Weser | AG Weser |
| Основні характеристики                                                                   | | |
| Швидкість (надводна)                                                                     | 17,9 вузла | 17,9 вузла |
| Швидкість (підводна)                                                                     | 8 вузлів | 8 вузлів |
| Робоча глибина занурення                                                                 | 100 м | 100 м |
| Гранична глибина занурення                                                               | 220 м | 220 м |
| Автономність плавання                                                                    | 135—174 км на швидкості 4 вузли (в підводному положенні) 11 470 км на швидкості 10 вузлів (у надводному положенні) | 135—174 км на швидкості 4 вузли (в підводному положенні) 11 470 км на швидкості 10 вузлів (у надводному положенні) |
| Екіпаж                                                                                   | 44—60 осіб | 44—60 осіб |
| Розміри                                                                                  | | |
| Довжина найбільша (по КВЛ)                                                               | 64,51 м | 64,51 м |
| Ширина корпусу найб.                                                                     | 5,85 м | 5,85 м |
| Висота                                                                                   | 9,5 м | 9,5 м |
| Середня осадка (по КВЛ)                                                                  | 4,37 м | 4,37 м |
| Водотоннажність надводна                                                                 | 626 т | 626 т |
| Силова установка                                                                         | | |
| дизель-електрична; 2 дизельних двигуни MAN M 6 V 40/46, 2 електродвигуни BBC GG UB 720/8 | | |
| Гвинти                                                                                   | 2 | 2 |
| Потужність                                                                               | 2 × 2100—2310 к.с. (дизелі) 2 × 750 к.с. (електродвигуни)                                                          | 2 × 2100—2310 к.с. (дизелі) 2 × 750 к.с. (електродвигуни)                                                          |
| Озброєння                                                                                | | |
| Артилерія                                                                                | 1 × 88-мм палубна гармата SK C/35 1 × 20-мм зенітна гармата FlaK 30/38/Flakvierling                                | 1 × 88-мм палубна гармата SK C/35 1 × 20-мм зенітна гармата FlaK 30/38/Flakvierling                                |
| Торпедно- мінне озброєння                                                                | 4 носових і один кормовий ТА. 11 торпед або 26 мін TMA                                                             | 4 носових і один кормовий ТА. 11 торпед або 26 мін TMA                                                             |

U-29 — німецький підводний човен типу VII A, що входив до складу крігсмаріне за часів Другої світової війни. Закладений 2 січня 1936 року на верфі AG Weser у Бремені. Спущений на воду 29 серпня 1936 року, 16 листопада 1936 року корабель увійшов до складу ВМС нацистської Німеччини.
З початку Другої світової війни підводний човен брав активну участь у бойових діях на морі, здійснив 10 бойових походів. За час служби U-29 здійснив 7 бойових походів, у яких потопив 12 суден противника сумарною водотоннажністю 67 277 брутто-реєстрових тонн та британський авіаносець «Корейджес» (водотоннажність 22 500 тонн).
5 травня 1945 року U-29 затоплений екіпажем біля берегів селища Купфермюлле поблизу Фленсбурга при проведенні операції «Регенбоген».

## Бойовий шлях
16 листопада 1936 року німецький підводний човен U-29 увійшов до складу 2-ї флотилії ПЧ, де перебував до початку 1941 року.
З початком Другої світової війни діяв поблизу Британських островів. Вже 8 вересня 1939 року потопив перше судно — британський танкер Regent Tiger. 17 вересня 1939 року субмарина провела зухвалу атаку на британський авіаносець «Корейджес», який командир U-29 капітан-лейтенант О. Шугарт торпедував з відстані 2700 метрів трьома торпедами. За три дні до цієї атаки німецький підводний човен U-39 спробував атакувати інший британський авіаносець «Арк Роял», але промахнувся, й після контратаки британських есмінців «Фокнор», «Файрдрейк» і «Фоксхаунд» був затоплений. Він став першим німецьким підводним човном, затопленим у ході бойових дій. Через два роки інший човен U-81 капітан-лейтенанта Ф. Гуггенбергера все ж таки потопив «Арк Роял».

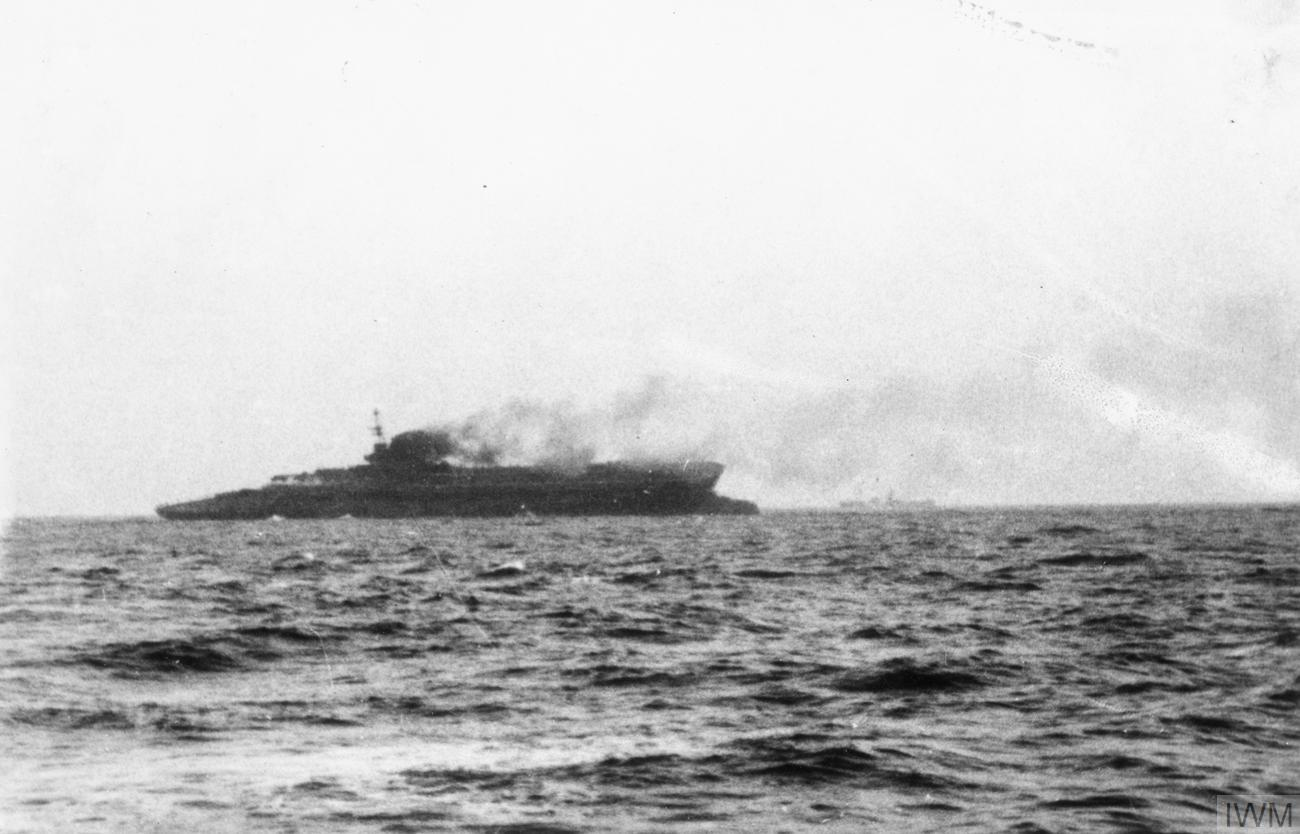
Британський авіаносець «Корейджес» тоне після торпедування U-29. 17 вересня 1939

Здобута екіпажем U-29 перемога викликала небувалий захват. Командувач німецького підводного флоту комодор К. Деніц назвав затоплення «Корейджеса» «дивовижним успіхом». Грос-адмірал Е. Редер відправив листа на нагородження командира U-29 капітан-лейтенанта О. Шугарта Залізним хрестом 1-го ступеня, а весь екіпаж підводного човна — 2-го ступеня.
Надалі U-29 продовжував діяти в Атлантиці, потопивши сумарно за 1939—1940 роки 12 суден загальною водотоннажністю 67 277 брутто-регістрових тонн та британський авіаносець «Корейджес» (водотоннажність 22 500 тонн). На початку 1941 року його вивели зі складу бойових сил підводного флоту та передали до 24-ї флотилії, де він служив навчальним підводним човном до 17 квітня 1944 року.
Після цього його вивели з сил флоту, а 5 травня 1945 року U-29 затопили біля берегів Купфермюлле поблизу Фленсбурга при проведенні операції «Регенбоген».

## Біографія
- Капітан-лейтенант Гайнц Фішер (16 листопада 1936 — 31 жовтня 1938)
- Оберлейтенант-цур-зее Георг-Гайнц Міхель (1 листопада 1938 — 3 квітня 1939)
- Капітан-лейтенант Отто Шугарт (4 квітня 1939 — 2 січня 1941)
- Оберлейтенант-цур-зее Георг Лассен (3 січня — 14 вересня 1941)
- Оберлейтенант-цур-зее Генріх Газеншар (15 вересня 1941 — 5 травня 1942)
- Оберлейтенант-цур-зее Карл-Гайнц Марбах (5 травня — 30 червня 1942)
- Оберлейтенант-цур-зее Рудольф Цорн (15 листопада 1942 — 20 серпня 1943)
- Оберлейтенант-цур-зее Едуард Ауст (21 серпня — 2 листопада 1943)
- Оберлейтенант-цур-зее граф Ульріх-Філіпп фон унд цу Арко-Ціннеберг (3 листопада 1943 — 17 квітня 1944)

## Підпорядкованість
- 2-га флотилія (16 листопада 1936 — 1 січня 1941 року);
- 24-та флотилія (2 січня 1941 — 1 вересня 1943 року);
- 23-тя навчальна флотилія (1 вересня — 30 листопада 1943 року);
- 21-ша навчальна флотилія (1 грудня 1943 — 17 квітня 1944 року).

## Перелік затоплених U-29 суден та кораблів
| №  | Дата            | Назва             | Тип            | Належність          | Водотоннажність (брт) | Вантаж                                                      | Конвой        | Результат та координати                                               | Прим.                                                       |
| -- | --------------- | ----------------- | -------------- | ------------------- | --------------------- | ----------------------------------------------------------- | ------------- | --------------------------------------------------------------------- | ----------------------------------------------------------- |
| 1  | 8 вересня 1939  | Regent Tiger      | танкер         | Велика Британія     | 10 176                | 10 600 тонн технічного спирту, 3 400 тонн дизельного палива |               | потоплено 49°57′ пн. ш. 15°34′ зх. д. / 49.950° пн. ш. 15.567° зх. д. |                                                             |
| 2  | 13 вересня 1939 | Neptunia          | буксир         | Велика Британія     | 798                   |                                                             |               | потоплено 49°20′ пн. ш. 14°40′ зх. д. / 49.333° пн. ш. 14.667° зх. д. |                                                             |
| 3  | 14 вересня 1939 | British Influence | танкер         | Велика Британія     | 8 431                 | 12 000 тонн нафти та дизельного палива                      |               | потоплено 49°43′ пн. ш. 12°49′ зх. д. / 49.717° пн. ш. 12.817° зх. д. |                                                             |
| 4  | 17 вересня 1939 | «Корейджес»       | авіаносець     | Велика Британія     | 22 500                |                                                             |               | потоплено 50°10′ пн. ш. 14°45′ зх. д. / 50.167° пн. ш. 14.750° зх. д. | загинуло 518 людей                                          |
| 5  | 3 березня 1940  | Cato              | вантажне судно | Велика Британія     | 710                   | 400 тонн генерального вантажу                               |               | потоплено 51°24′ пн. ш. 3°37′ зх. д. / 51.400° пн. ш. 3.617° зх. д.   | підірвався на міні загинуло 13 людей, 2 врятовані           |
| 6  | 4 березня 1940  | Thurston          | вантажне судно | Велика Британія     | 3 072                 | 4 500 тонн марганцевих руд                                  |               | потоплено 50°23′ пн. ш. 5°49′ зх. д. / 50.383° пн. ш. 5.817° зх. д.   | загинуло 64 людини, 4 врятовані                             |
| 7  | 4 березня 1940  | Pacific Reliance  | вантажне судно | Велика Британія     | 6 717                 | генеральний вантаж                                          | конвой HX 19  | потоплено 50°28′ пн. ш. 5°49′ зх. д. / 50.467° пн. ш. 5.817° зх. д.   |                                                             |
| 8  | 16 березня 1940 | Slava             | вантажне судно | Югославія           | 4 512                 | вугілля, кокс                                               |               | потоплено 51°20′ пн. ш. 3°39′ зх. д. / 51.333° пн. ш. 3.650° зх. д.   | підірвався на міні загинув 1 чоловік, 33 врятовані          |
| 9  | 26 червня 1940  | Dimitris          | вантажне судно | Грецьке королівство | 5 254                 | 9028 тонн зерна                                             |               | потоплено 44°23′ пн. ш. 11°41′ зх. д. / 44.383° пн. ш. 11.683° зх. д. | підірвався на міні загинув 1 чоловік, 33 врятовані          |
| 10 | 1 липня 1940    | Adamastos         | вантажне судно | Грецьке королівство | 7 466                 | пшениця                                                     |               | потоплено 46°20′ пн. ш. 14°30′ зх. д. / 46.333° пн. ш. 14.500° зх. д. |                                                             |
| 11 | 2 липня 1940    | Santa Margarita   | вантажне судно | Панама              | 4 919                 | баласт                                                      |               | потоплено 47°10′ пн. ш. 16°10′ зх. д. / 47.167° пн. ш. 16.167° зх. д. |                                                             |
| 12 | 2 липня 1940    | Athellaird        | танкер         | Велика Британія     | 8 999                 | у баласті                                                   | конвой OB 176 | потоплено 47°24′ пн. ш. 16°49′ зх. д. / 47.400° пн. ш. 16.817° зх. д. |                                                             |
| 13 | 25 вересня 1940 | Eurymedon         | вантажне судно | Велика Британія     | 6 223                 | 3 000 тонн генерального вантажу                             | конвой OB 217 | потоплено 53°34′ пн. ш. 20°23′ зх. д. / 53.567° пн. ш. 20.383° зх. д. | 29 осіб загинуло, 64 врятовані канадським есмінцем «Оттава» |